# رود روبي
رود روبي هو مهندس معماري كندي، ولد في 15 سبتمبر 1928 في بول في المملكة المتحدة، وتوفي في 4 يناير 2012 في تورونتو في كندا.

## معرض صور

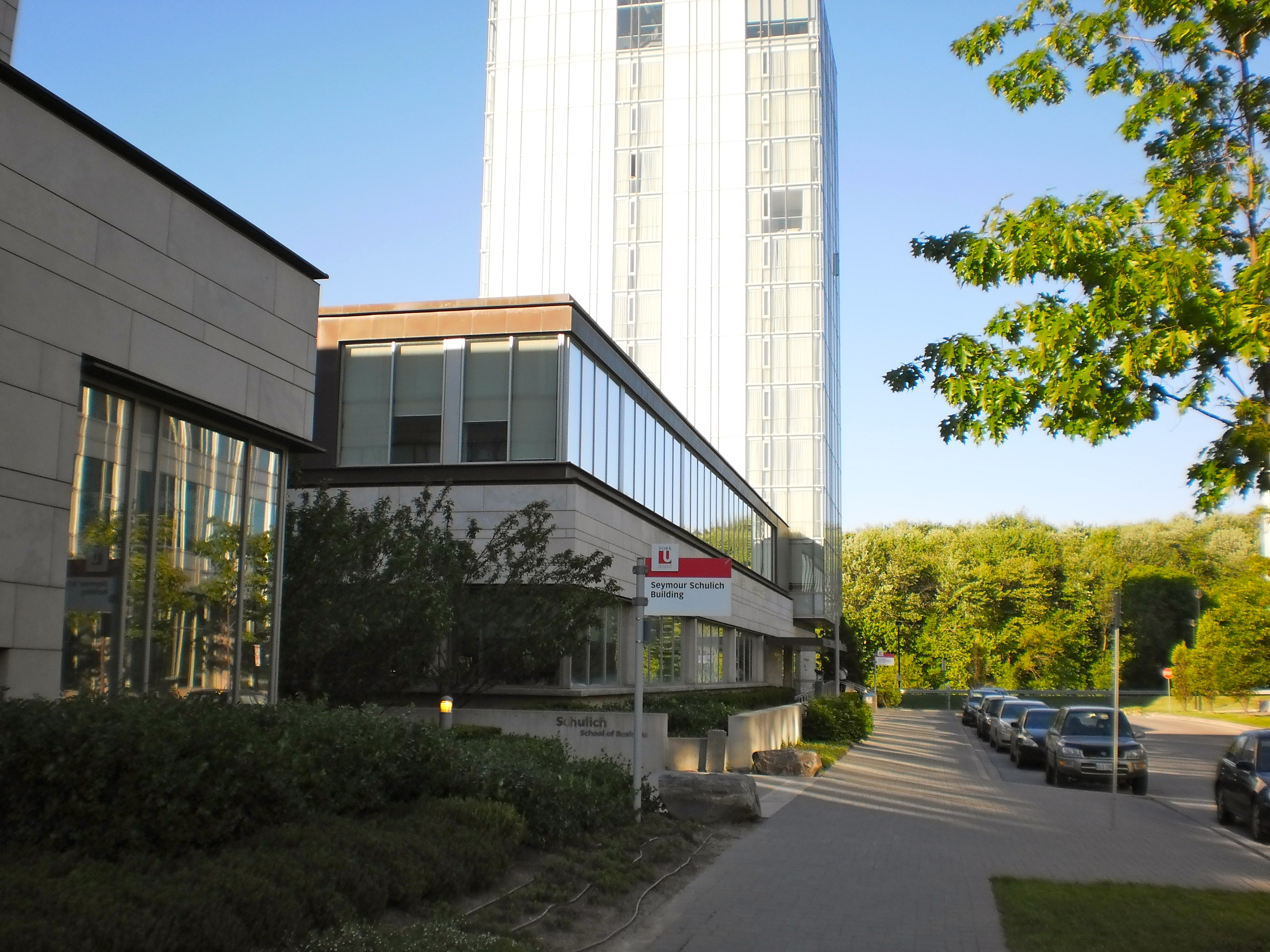
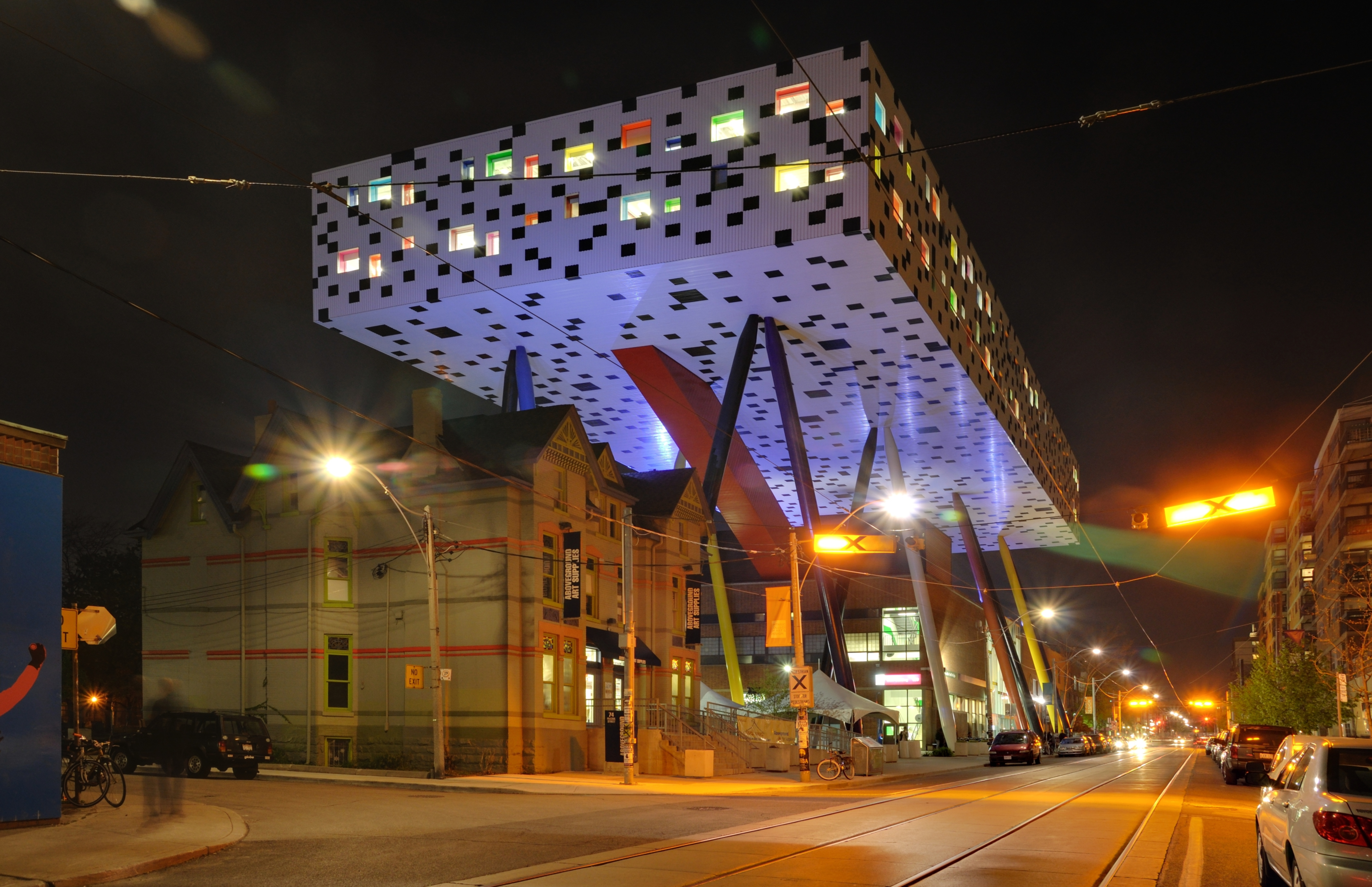
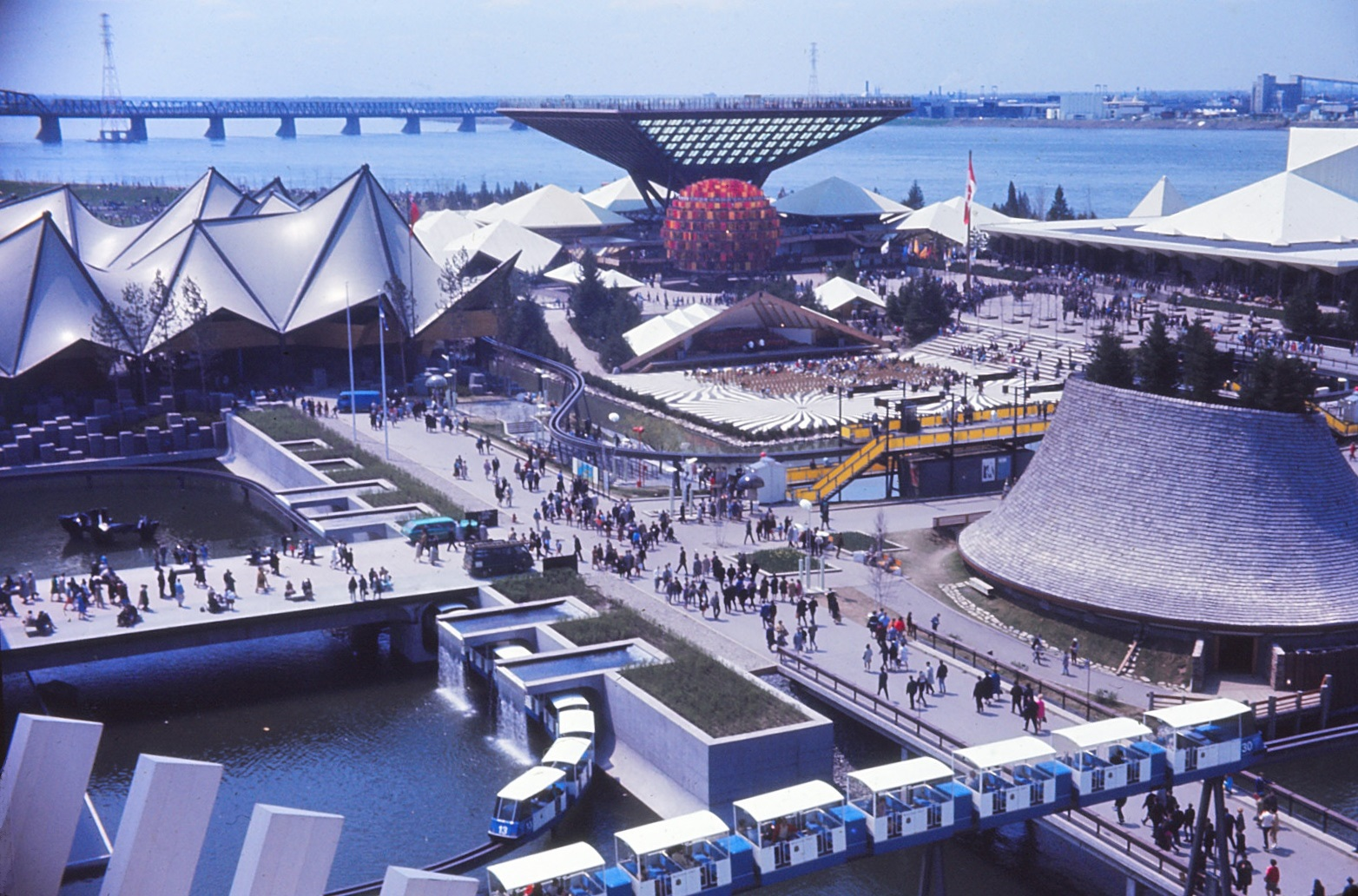
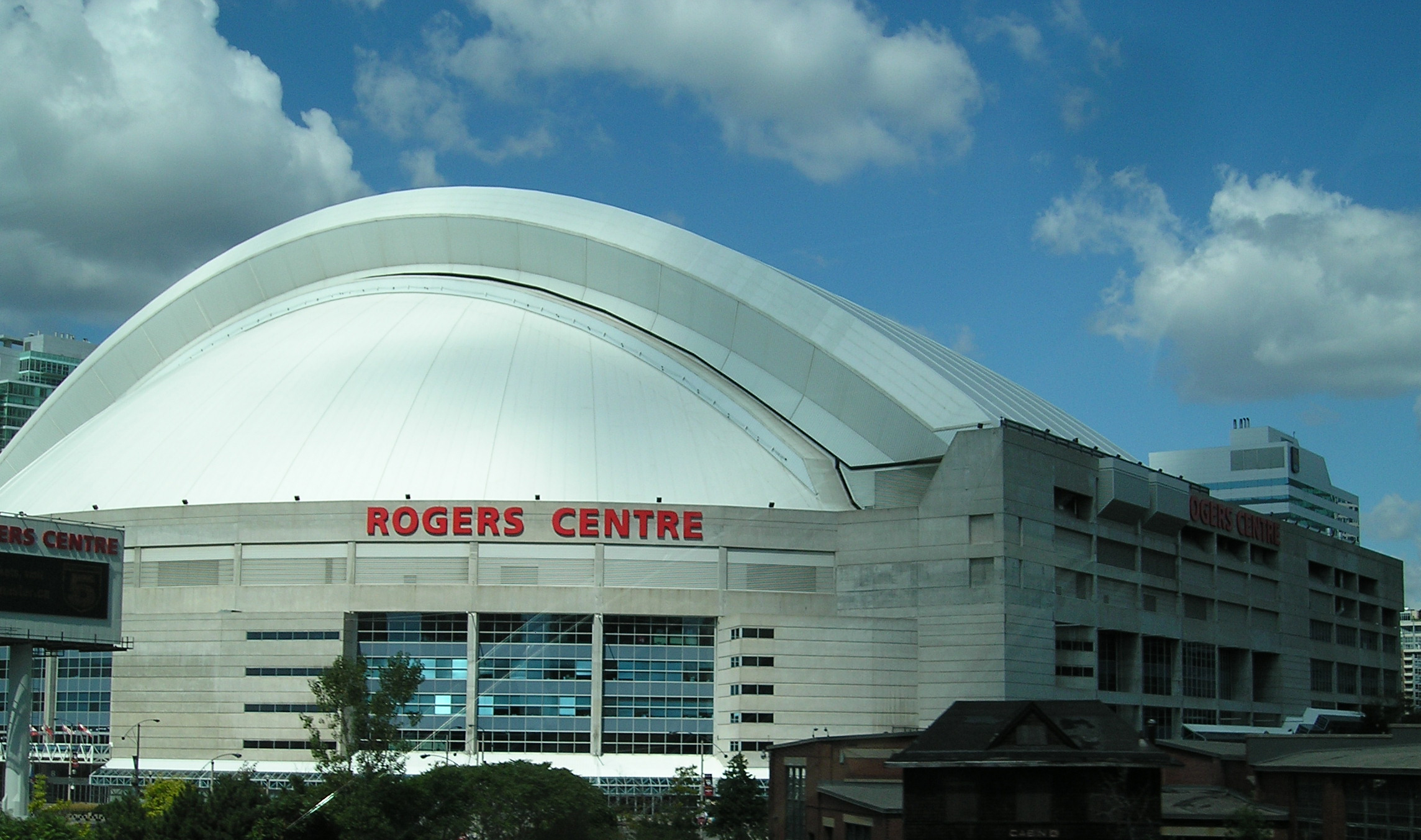